# Мишић обарач носне преграде
Мишић обарач носне преграде (лат. musculus depressor septi nasi) се састоји од неколико усправних мишићних снопова, који се одвајају од крилног дела носног мишића. Припаја се на предњој страни тела горње вилице (изнад централног секутића) и на дубокој страни коже опнастог дела носне преграде.

Инервација мишића потиче од образних грана фацијалног живца, а његово дејство се огледа у обарању покретног дела носне преграде и ширењу одговарајуће ноздрве.